# Мамедов, Амир Байрам оглы
Амир Байрам оглы Мамедов (азерб. Əmir Bayram oğlu Məmmədov; 13 января 1907, Зангезурский уезд — ?) — советский азербайджанский хлопковод, Герой Социалистического Труда (1948).

## Биография
Родился 13 января 1907 года в селе Миндживан Зангезурского уезда Елизаветпольской губернии (ныне пгт в Зангеланском районе Азербайджана).
В 1931—1968 годах — звеньевой, бригадир, председатель колхоза имени Тельмана Зангеланского района. В 1936 году с каждого из 36 гектаров собрал по 24 центнера хлопка. В 1947 году, будучи бригадиром, получил урожай хлопка 96 центнеров с гектара на площади 5 гектаров.
Указом Президиума Верховного Совета СССР от 10 марта 1948 года за получение в 1947 году высоких урожаев хлопка Мамедову Амиру Байрам оглы присвоено звание Героя Социалистического Труда с вручением ордена Ленина и золотой медали «Серп и Молот».
С 1968 года пенсионер союзного значения.
Активно участвовал в общественной жизни Азербайджана. Член КПСС с 1937 года. Депутат Верховного Совета Азербайджанской ССР 1-го созыва.